# باب‌تاون (پنسیلوانیا)
باب‌تاون (به انگلیسی: Bobtown) یک منطقهٔ مسکونی در ایالات متحده آمریکا است که در شهرستان گرین، پنسیلوانیا واقع شده‌است. باب‌تاون ۱٫۶۴ کیلومتر مربع مساحت و ۷۵۷ نفر جمعیت دارد و ۳۵۹٫۰۶ متر بالاتر از سطح دریا واقع شده‌است.